# Charlie Mortdecai
Pour plus de détails, voir Fiche technique et Distribution.
Charlie Mortdecai ou Mortdecai au Québec (et en version originale) est une comédie policière américano-britannique réalisée par David Koepp et sortie en 2015. Il met en scène le personnage éponyme, créé par l'écrivain Kyril Bonfiglioli.

## Synopsis
L'excentrique marchand d'art Honorable Charles Strafford Van Cleef Mortdecai — plus simplement Charlie Mortdecai — part à la recherche d'un tableau volé par les nazis pendant la Seconde Guerre mondiale et qui donnerait la clef de la cachette de l'or du IIIe Reich.

## Fiche technique
Sauf indication contraire, les informations mentionnées dans cette section peuvent être confirmées par la base de données cinématographiques IMDb,  présente dans la section « Liens externes ».
- Titre original et québécois : Mortdecai
- Titre français : Charlie Mortdecai
- Réalisation : David Koepp
- Scénario : Eric Aronson, d'après le personnage créé par Kyril Bonfiglioli
- Musique : Mark Ronson et Geoff Zanelli
- Direction artistique : James Merifield
- Décors : Patrick Rolfe
- Costumes : Ruth Myers
- Photographie : Florian Hoffmeister
- Son : Ron Bochar
- Montage : Derek Ambrosi et Jill Savitt
- Production : Christi Dembrowski, Johnny Depp, Andrew Lazar et Patrick McCormick
- Sociétés de production : Infinitum Nihil, Mad Chance Productions et OddLot Entertainment
- Société de distribution : Lionsgate (États-Unis), Metropolitan Filmexport (France)
- Pays de production :  États-Unis,  Royaume-Uni
- Langue originale : anglais
- Format : couleur
- Genre : Comédie, action, espionnage
- Durée : 107 minutes
- Dates de sortie : 
  - France : 21 janvier 2015
  - États-Unis : 23 janvier 2015

## Distribution
- Johnny Depp (VF : Bruno Choël, VQ : Gilbert Lachance) : Charles « Charlie » Mortdecai
- Ewan McGregor (VF : Pierre Tessier, VQ : François Godin) : l'inspecteur Alistair Martland
- Gwyneth Paltrow (VF : Barbara Kelsch, VQ : Natalie Hamel-Roy) : Johanna Mortdecai
- Olivia Munn (VF : Marie-Laure Dougnac) : Georgina Krampf
- Jeff Goldblum (VF : Richard Darbois, VQ : Jean-Luc Montminy) : Milton Krampf
- Paul Bettany (VF : Pierre-Arnaud Juin, VQ : Patrice Dubois) : Jock Strapp
- Guy Burnet (VF : Jérémy Bardeau) : Maurice
- Michael Culkin (VF : Patrick Raynal, VQ : Marc Bellier) : Sir Graham
- Ulrich Thomsen (VF : Miglen Mirtchev, VQ : Daniel Picard) : Romanov
- Junix Inocian (VF : Omar Yami) : Fang Fat
- Michael Byrne (VF : Jean-Pierre Leroux, VQ : Vincent Davy) : le Duc
- Nicholas Farrell (VQ : Paul Sarrasin) : le commissaire-priseur

Source et légende : Version française (VF) sur RS Doublage et selon le carton du doublage français cinématographique. Version Québécoise (VQ) sur Doublage.qc.ca

## Sortie et accueil

### Dates de sortie
Aux États-Unis, le film sort au cinéma le 23 janvier 2015 et en France le 21 janvier 2015.

### Critique
Dans l'ensemble, Charlie Mortdecai reçoit un accueil négatif.
Sur le site d'Allociné il reçoit des critiques négatives. La presse lui donne une moyenne de 2,4/5 basé sur 11 critiques presse. Sur le site de Metacritic il obtient un Metascore de 27/100 basé sur 21 avis. Le site de Rotten Tomatoes lui donne un taux d'approbation de 12 % basé sur 89 votes.

### Box-office
Aux États-Unis, Charlie Mortdecai démarre avec une recette de 4 200 586 $. Au total, il cumule 7 696 134 $. Dans le reste du monde, il cumule 7 187 790 $.
À Paris, Charlie Mortdecai démarre avec 39 287 entrées. Au total, il cumule 59 915 entrées. En France, il démarre avec 128 410 entrées. Au total, il cumule 201 724 entrées.
Au box-office mondial, il cumule 14 883 924 $. Charlie Mortdecai ne parvient pas à atteindre la recette attendue. Pour un budget de 60 millions de dollars, les studios ont perdu 45,2 millions $ (estimation)[réf. nécessaire].

## Version française
Le comédien Bruno Choël est la voix française régulière de Johnny Depp mais aussi celle d'Ewan McGregor. Ne pouvant prêter sa voix aux deux acteurs dans ce même film, Choël double finalement Depp. De ce fait, McGregor est exceptionnellement doublé par Pierre Tessier.